# План дій ЄПС
Пла́н ді́й ЄПС (Європейської політики сусідства) (англ. ENP Action Plan) — основний інструмент реалізації Європейської політики сусідства на національному рівні, що погоджується Європейським Союзом та національними урядами.
Точкою відліку для Планів дій є спільне коло питань, що відповідають цілям ЄПС. Однак вироблення Плану дій і конкретних завдань, розроблених із кожним партнером, залежить від конкретних обставин. Вони різняться залежно від географічного розташування, політичної й економічної ситуації, відносин з Європейським Союзом та сусідніми країнами, програм реформ та ін. Таким чином, Плани дій диференційовані щодо кожної країни.
Відповідно до Європейської політики сусідства,  ЄС і партнерські країни визначають ряд пріоритетів для впровадження у спільно прийняті Плани дій, що містять низку ключових сфер для конкретних дій, включаючи наступні: 
- політичний діалог та реформи;
- торгівля та економічні реформи;
- збалансований економічний і соціальний розвиток;
- правосуддя і внутрішні справи;
- енергетика;
- транспорт;
- інформаційне суспільство;
- навколишнє середовище;
- дослідження і нововведення;
- розвиток громадянського суспільства і міжлюдські контакти.

Для України у 2005 році був прийнятий План дій Україна — ЄС на 2005 - 2007 рр., дію якого було продовжено до 2009 року.